# Guitarra morisca
La guitarra morisca o mandora medieval és un instrument musical de corda pinçada. El nom de mandora deriva del terme pantur, instrument sumeri del qual prové. És un llaüt que té un ventre bombat i un claviller en forma de falç. És un instrument molt nomenat per les "cantigas", a la 150, i per Johannes de Grocheo (cap a l'any 1300) que l'anomena  quitarra sarraïna . És un instrument híbrid entre la guitarra llatina i el llaüt medieval. Se solia tocar puntejada amb els dits o amb el plectre. Johannes Tinctoris músic de cambra de Ferran el Catòlic diu que és un invent català.
Al segle xiv se la coneix amb el terme de guitarra morisca, encunyat per l'Arxipreste d'Hita en el "Llibre de bon amor", però va aparèixer a principis del segle ix. Encara sobreviu amb diferents noms a l'est d'Europa:  tanbur  (Bulgària), buzuk i saz  (Turquia), i en Orient: tar (Iran).